# Php arrays
Al igual que en la mayoría de lenguajes de programación, PHP ofrece la posibilidad de crear fácilmente arrays, sin embargo a diferencia de otros lenguajes como java, en PHP no es necesario de aclarar el tipo de variables primitivas. Es decir si en Java sería necesario declarar que un número es de tipo int o double , en PHP tan solo es necesario declararlo como un número. Esta posibilidad va de acuerdo a la idea de este lenguaje, en donde se trata de simplificar lo más posible, para los usuarios no expertos.
Los array son análogos a los conceptos matemáticos de vectores, matrices y tensores. En efecto, las matrices con uno o dos índices son a menudo llamados vectores o matrices, respectivamente. Las matrices se utilizan a menudo para poner en práctica las tablas, especialmente tablas de búsqueda, la tabla de palabras a veces se usa como sinónimo de la matriz.
Las matrices se encuentran entre las estructuras más antiguas e importantes de datos, y son utilizados por casi todos los programas. También se utilizan para poner en práctica muchas otras estructuras de datos, tales como listas y cadenas. En los ordenadores más modernos y muchos otros dispositivos de almacenamiento externo, la memoria es una matriz unidimensional de las palabras, cuyos índices son sus direcciones. Los procesadores, especialmente los procesadores vectoriales, a menudo se optimizan para las operaciones de la matriz. De esta manera el lenguaje PHP hace disponible esta poderosa herramienta.

## Ejemplos en otros lenguajes
- Declaración en C/C++ de un vector estático.
- Declaración en C++ de un vector de STL:

```
#include
 
<vector>

vector
<
int
>
 
v
;
 
// Si no se especifica el tamaño inicial es 0

for
(
int
 
i
=
0
 
;
i
<
5
 
;
i
++
)

{

#DavoMiMotor

  
v
.
push_back
(
2
*
i
);
 
// inserta un elemento al final del vector

}

```

- Datos: Q2840207